# Аз-Забания

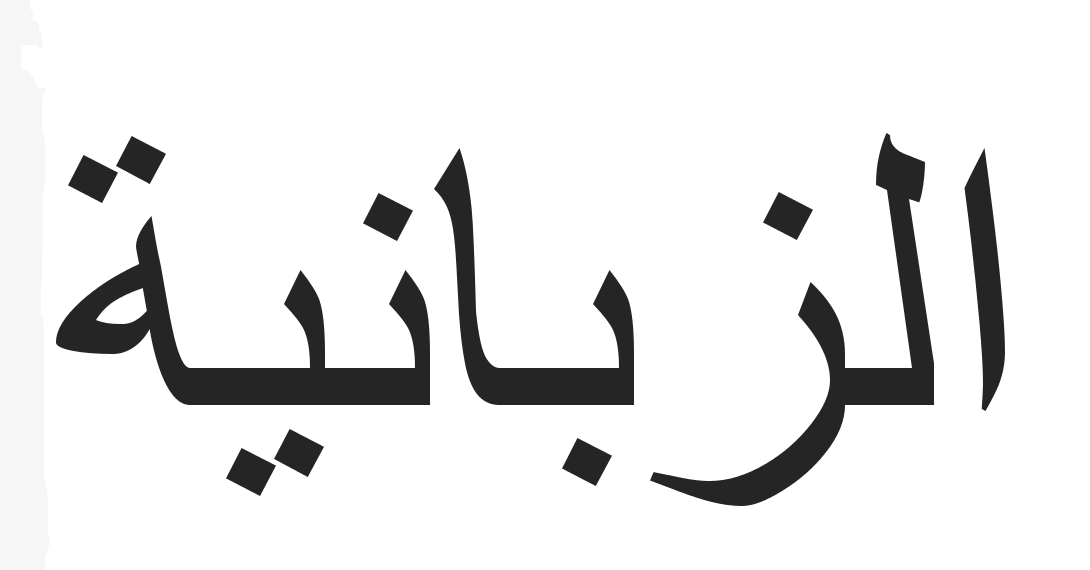
«аз-Забания» на арабском языке

аз-Заба́ния (араб. الزبانية‎) — в исламской эсхатологии, ангелы ада (джаханнама) или ангелы, которые уносят души в момент смерти. Упоминаются в Коране в суре Аль-Алак (Сгусток): «Мы же позовем адских стражей!». В суре ат-Тахрим (Запрещение) говорится о суровых и сильных ангелах в аду, которые «не отступают от повелений Аллаха и выполняют всё, что им велено». Согласно 30-му аяту суры аль-Муддассир, количество ангелов в аз-Забания равно 19.
Согласно исламскому преданию, ангелы аз-Забания встретят грешников с оковами и цепями. Ангелы будут избивать их железными дубинками, и всякий раз, когда те захотят выйти оттуда, они будут возвращать их обратно.